# 砂子 (川崎市)
砂子（いさご）は、神奈川県川崎市川崎区の町名。現行行政地名は砂子1丁目と砂子2丁目。住居表示は未実施。2010年の国勢調査時点での面積は11.07 ha。

## 地理
旧川崎宿の中心部に位置し、土地は多摩川の沖積低地である。京急川崎駅が位置するほか川崎駅東口にも近く、一帯は銀柳街や川崎銀座などの商店街を含む商業地となっているほか、川崎信用金庫の本店など金融機関も多く立地している。
砂子は北端で本町と、東端で宮本町・東田町と、南端では神奈川県道101号扇町川崎停車場線を挟んで小川町と、西端では銀柳街や京急本線を境界として駅前本町と接する。これらの町域はすべて川崎区に属しており、砂子は市境・区境と接していない。

### 地価
商業地の地価は、2025年（令和7年）1月1日の公示地価によれば、砂子2丁目5番7内の地点で148万円/m²
、砂子2丁目6番5の地点で198万円/m²となっている。

## 歴史
当地は江戸時代の川崎宿を構成した4町の1つであったが、二ヶ領用水の通水後は周辺部が耕地化していった。1872年（明治5年）に新橋 - 横浜間の鉄道が開通したことにより川崎宿はその繁栄を失ったが、川崎駅が設置され、さらに後には京急川崎駅も当地に置かれたことにより、当地は駅前の商業地として発展していった。

### 中世以前
源頼朝の時代に創建され、佐々木泰綱が寄進した鐘の銘にも「武州河崎庄内勝福寺」と残る勝福寺は、その後衰微していたが、戦国時代に後北条氏の家臣であった間宮信盛により中興され、そして信盛の死後、その戒名から宗三寺と呼ばれるようになったとされる。

### 江戸時代
1601年（慶長6年）に東海道が制定された当初、川崎宿は宿場となっていなかったが、1623年（元和9年）に宿駅となり、その4年後には砂子・久根崎・新宿・小土呂の4町による川崎宿が確立した。当地には本陣も所在していたが、周辺は農地であり、石高は、正保期の「武蔵田園簿」で415石8斗あまり（別に見取場もあり）、「元禄郷帳」では415石7斗あまり、「天保郷帳」では436石7斗あまりとなっていた。天保期の「宿方明細帳」によれば、家は147軒あり、農間に茶屋や旅籠などの宿場関連の仕事に従事していたと残っている。
宿場では伝馬など負担が重いうえ、火災・洪水・地震・飢饉などの災害にも襲われたが、宿駅維持のために幕府は助郷の制度化、六郷の渡しの権益を川崎宿に与えるなどの策を取っていった。

### 明治以降
明治維新以降、川崎宿の4町はまとめて「川崎駅」と呼ばれるようになり、町村制施行後は川崎駅を中心として川崎町が発足し、のちに新設合併で川崎市となった。
明治以降、飛脚や伝馬といった宿駅としての制度は廃止され、さらに鉄道開通により宿駅としての機能をも失うこととなった。
その後、川崎が工業地として発展するにつれ、当地は駅前の商業地へと変貌していくこととなった。また、橘樹郡の郡役所や、市制施行後の川崎市役所（町域変更のため現宮本町）、川崎商工会議所（現駅前本町）などの施設も設置されていった。そして、大正時代には耕地整理が行われたほか、戦時中には臨港地区へ向かう道路も整備された。
第二次大戦では空襲で大きな被害を受けたが、その後は商業地として再建され、小美屋や岡田屋（どちらも現在の駅前本町、小美屋は閉店）などの百貨店も開店した。そして、戦災復興土地区画整理事業により善養寺が緑ヶ丘霊園に移転するなど基盤整備が行われたほか、駅前本町などが分立し、砂子は現在の町域となった。
なお、作詞家・詩人の佐藤惣之助は当地にあった本陣の家に生まれ、当地で「詩の家」社を主宰し、幅広い作家の交流・同人活動が行われていた。

### 地名の由来
砂地であったことからの地名と考えられている。なお、787年（延暦6年）に海岸で拾った薬師像を当地に祀ったことに端を発するという伝承がある。また、太田道灌が当地で「かもめいる いさごの里にきてみれば はるかにかよう おきつ浦風」と詠んだことが『平安紀行』に残っているが、この『平安紀行』そのものが後世の作であるとする説もある。

### 沿革
- 1263年（弘長3年） - 「武州河崎庄内勝福寺」の鐘銘が残る。
- 1480年（文明12年） - 太田道灌が上洛。当地で歌を詠んだと伝わる[12]。
- 天正年間 - 宗三寺が中興される[7]。
- 1590年（天正18年） - 徳川家康が江戸入府。当地は天領となる[14]。
- 1623年（元和9年） - 川崎宿が東海道の宿場となる[14]。
- 1627年（寛永4年） - 砂子・久根崎に加え、新宿・小土呂も川崎宿の一部となる[14]。
- 1694年（元禄7年） - 助郷が制度化される[7]。
- 1742年（寛保2年） - 台風により多摩川が洪水。被害を受ける[7]。
- 1761年（宝暦11年） - 川崎宿で大火[7]。
- 1836年（天保7年） - 天保の大飢饉。川崎宿では過半数が飢餓となる[11]。
- 1855年（安政2年） - 安政の大地震。川崎宿で全壊18軒、半壊38軒[15]。
- 1866年（慶応2年） - 打ちこわしが勃発[12]。
- 1868年（明治元年） - 明治維新。当地は神奈川県所属となる。
- 1869年（明治2年） - 川崎宿4町が「川崎駅」[注 1]と総称されるようになる[11]。
- 1871年（明治4年） - 伝馬・飛脚が廃止[15]。
- 1872年（明治5年） - 日本初の鉄道が開通。川崎駅が設置され、川崎宿から交通機能も失われた[15]。
- 1874年（明治7年） - 大区小区制の施行により、当地は第4大区第1小区に属する[11]。
- 1889年（明治22年） - 町村制の施行により、川崎駅の4町と堀之内村が合併し川崎町が成立。砂子はその大字となる[12]。
- 1902年（明治35年） - 京浜電気鉄道（現・京浜急行電鉄）の川崎駅（のちに京浜川崎→京急川崎と改称）が開業[17]。
- 1913年（大正2年） - 橘樹郡の郡役所が神奈川から当地へ移転[11]。
- 1917年（大正6年） - 耕地整理組合が発足[11]。
- 1922年（大正11年） - 耕地整理により、東田が分立[11]。
- 1924年（大正13年）
  - 6月25日 - 砂子一・二丁目・堀川町・古川通が分立[11]。
  - 7月1日 - 川崎町・大師町・御幸村の合併で川崎市が発足。
- 1927年（昭和2年） - 小宮呉服店が百貨店となり、小美屋と称する[12]。
- 1928年（昭和3年） - 東京電気の協力で街灯が設置される[12]。
- 1938年（昭和13年） - 川崎市役所が落成[11]（現・宮本町）。
- 1945年（昭和20年） - 川崎大空襲の被害を受ける。
- 1951年（昭和26年） - 小美屋が本館を新築[8]。
- 1955年（昭和30年） - 岡田屋が百貨店として開店[8]。
- 1961年（昭和36年） - 京急本線が高架化[11]。
- 1964年（昭和39年）11月11日 - 土地区画整理事業による換地処分に伴い、駅前本町・日進町などが分立[11]、堀川町の一部を砂子一丁目に編入する。また、大字としての砂子は消滅[12]。
- 1972年（昭和47年） - 川崎市が政令指定都市に移行。当地は川崎市川崎区砂子となる。
- 2022年（令和4年） - 神奈川県は砂子1丁目および2丁目を県暴力団排除条例に基づき暴力団排除特別強化地域に指定した[18]。

## 世帯数と人口
2025年（令和7年）6月30日現在（川崎市発表）の世帯数と人口は以下の通りである。
| 丁目      | 世帯数    | 人口    |
| --------- | --------- | ------- |
| 砂子1丁目 | 445世帯   | 588人   |
| 砂子2丁目 | 751世帯   | 1,101人 |
| 計        | 1,196世帯 | 1,689人 |

### 人口の変遷
国勢調査による人口の推移。
| 年                 | 人口  |
| ------------------ | ----- |
| 1995年（平成7年）  | 763   |
| 2000年（平成12年） | 764   |
| 2005年（平成17年） | 1,001 |
| 2010年（平成22年） | 1,251 |
| 2015年（平成27年） | 1,358 |
| 2020年（令和2年）  | 1,838 |

### 世帯数の変遷
国勢調査による世帯数の推移。
| 年                 | 世帯数 |
| ------------------ | ------ |
| 1995年（平成7年）  | 412    |
| 2000年（平成12年） | 394    |
| 2005年（平成17年） | 624    |
| 2010年（平成22年） | 890    |
| 2015年（平成27年） | 988    |
| 2020年（令和2年）  | 1,300  |

## 学区
市立小・中学校に通う場合、学区は以下の通りとなる（2025年1月時点）。
| 丁目      | 番・番地等 | 小学校             | 中学校               |
| --------- | ---------- | ------------------ | -------------------- |
| 砂子1丁目 | 全域       | 川崎市立宮前小学校 | 川崎市立富士見中学校 |
| 砂子2丁目 | 全域       | 川崎市立宮前小学校 | 川崎市立富士見中学校 |

## 事業所
2021年（令和3年）現在の経済センサス調査による事業所数と従業員数は以下の通りである。
| 丁目      | 事業所数  | 従業員数 |
| --------- | --------- | -------- |
| 砂子1丁目 | 255事業所 | 4,245人  |
| 砂子2丁目 | 288事業所 | 3,668人  |
| 計        | 543事業所 | 7,913人  |

### 事業者数の変遷
経済センサスによる事業所数の推移。
| 年                 | 事業者数 |
| ------------------ | -------- |
| 2016年（平成28年） | 540      |
| 2021年（令和3年）  | 543      |

### 従業員数の変遷
経済センサスによる従業員数の推移。
| 年                 | 従業員数 |
| ------------------ | -------- |
| 2016年（平成28年） | 9,257    |
| 2021年（令和3年）  | 7,913    |

## 交通

### 鉄道
京浜急行電鉄本線・大師線の京急川崎駅が当地に所在し、JRの川崎駅も近隣に所在する。

### 路線バス
川崎駅東口を発着し、川崎市や東京都大田区の臨海部とを結ぶバス（川崎市交通局・川崎鶴見臨港バス・京浜急行バス）が多く当地を経由している。また、川崎市交通局の本局も当地に所在する。

### 道路
駅前から伸びる市役所通り（神奈川県道・東京都道9号川崎府中線）が砂子1丁目と2丁目の間を通り、南端を新川通（神奈川県道101号扇町川崎停車場線）が通っている。また、旧東海道も当地を南北に通っている。

## 施設
- 川崎市役所第2庁舎
- 川崎・砂子の里資料館
- 宗三寺

### 商店街

銀柳街

- 銀柳街（南東半分が当地）
- 川崎銀座街（南東半分が当地）
- いさご通り
- 仲見世通り
- たちばなモール

### 金融機関
- みずほ銀行川崎支店
- 三井住友銀行川崎支店

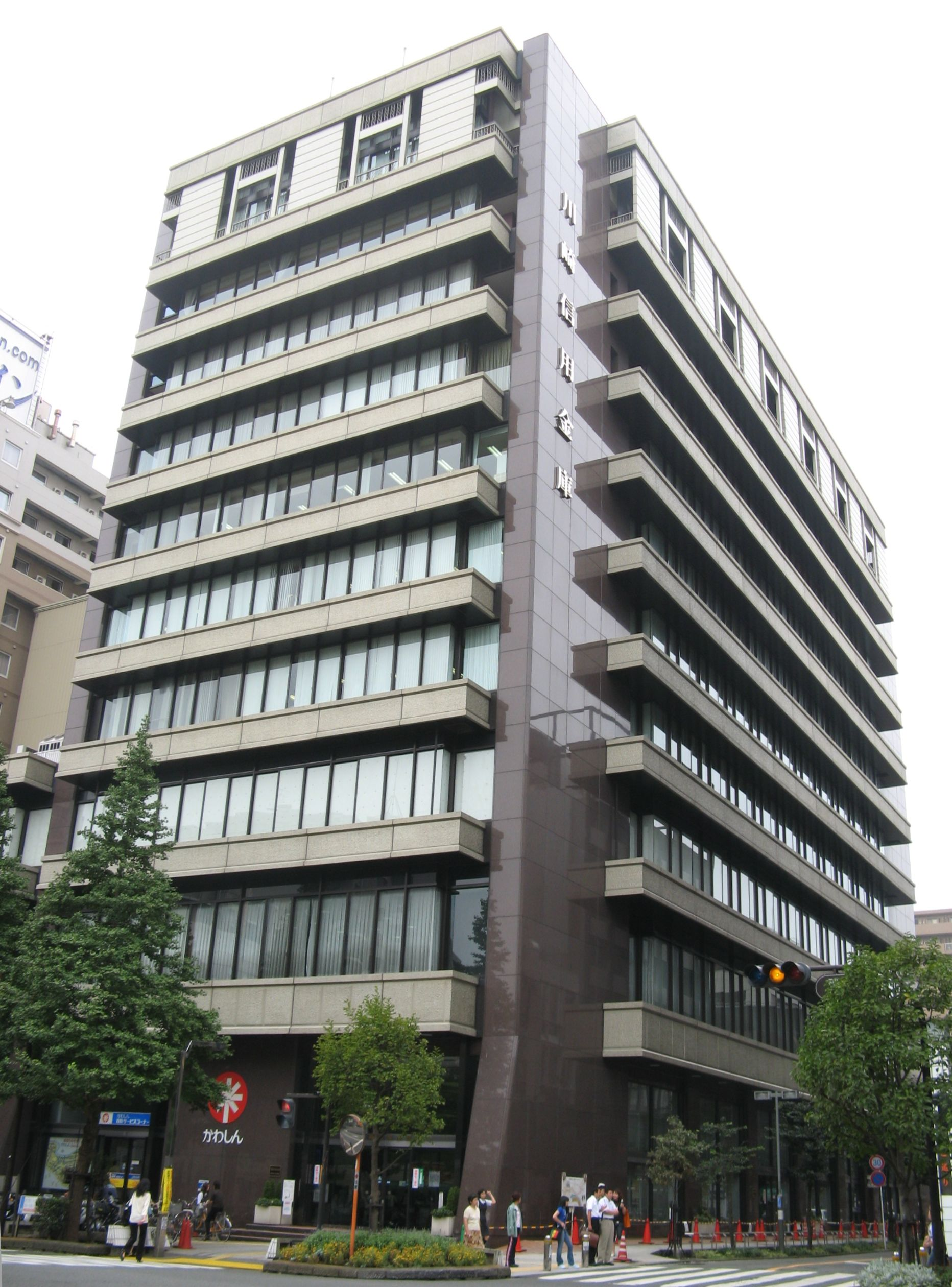
川崎信用金庫本店

- 三菱UFJ銀行川崎支店・川崎駅前支店（ブランチインブランチ）
- 横浜銀行川崎支店
- りそな銀行川崎支店
- 川崎信用金庫本店
- 神奈川県医師信用組合川崎支店
- 川崎砂子郵便局・川崎市役所通郵便局

## その他

### 日本郵便
- 郵便番号 : 210-0006[3]（集配局：川崎港郵便局[29]）

### 警察
町内の警察の管轄区域は以下の通りである。
| 丁目      | 番・番地等 | 警察署     | 交番・駐在所 |
| --------- | ---------- | ---------- | ------------ |
| 砂子1丁目 | 全域       | 川崎警察署 | 川崎駅前交番 |
| 砂子2丁目 | 全域       | 川崎警察署 | 川崎駅前交番 |